# AS Saint-Quentin
Die Association Sportive Saint-Quentin Football Féminin, meist kurz AS Saint-Quentin genannt, ist ein Frauenfußballverein aus der picardischen Stadt Saint-Quentin. Die Spielerinnen des Klubs haben Ende der 1990er Jahre der höchsten französischen Liga angehört.

## Geschichte
Gegründet wurde der Verein im April 1980 unter dem Namen Les Mouettes („Die Möwen“); dieser Vogel ziert auch im 21. Jahrhundert noch das Vereinswappen. Gleichzeitig richteten die Gründer eine Fußballschule für Kinder beiderlei Geschlechts ein, die heutzutage nur noch Mädchen offensteht. Die Umbenennung auf den aktuellen Namen erfolgte schon bald danach. Die Farben des Klubs sind Rot und Weiß; die Ligaelf trägt ihre Heimspiele im Stade Philippe-Roth aus.

## Ligazugehörigkeit und Erfolge
Die „Möwen“ überstanden gleich bei ihrer ersten Teilnahme an der Landesmeisterschaft (1982/83) die Vorrunde, schieden aber im Viertelfinale aus. Auch in den folgenden drei Jahren erreichten sie die landesweite erste Runde, ohne sich noch einmal für die nächste qualifizieren zu können. Danach kam Saint-Quentin für rund ein Jahrzehnt nie mehr so weit. Erst Mitte der 1990er Jahre stieg die ASSQ in die 1992 geschaffene zweite Liga (Championnat National 1 B) auf, und in der Saison 1997/98 spielte ihr Frauenteam zum ersten Mal in der Vereinsgeschichte sogar im „fußballerischen Oberhaus“, das damals Championnat National 1 A hieß. Der Aufsteiger fand sich darin gut zurecht und belegte im Abschlussklassement einen beachtlichen siebten Rang. Zwölf Monate später reichte es allerdings nur noch zum vorletzten Platz, der gleichbedeutend mit dem Abstieg war. Bis 2005 war Saint-Quentin noch in der Division 2 vertreten; seither spielt die Ligafrauschaft nur noch drittklassig (2014/15 ist das die regionale Division d’Honneur).
Im Landespokalwettbewerb standen die Frauen der AS Saint-Quentin 2014/15 zum sechsten Mal in der frankreichweiten Hauptrunde; allerdings schafften sie es darin bisher lediglich bei dessen erster Austragung (2001/02), das Achtelfinale zu erreichen.